# ديك همر
ديك همر (بالإنجليزية: Dick Hammer)‏ هو لاعب كرة طائرة وممثل أمريكي، ولد في 17 يوليو 1930 في الولايات المتحدة، وتوفي بنفس المكان في 18 أكتوبر 1999.

## وصلات خارجية
- ديك همر على موقع كلية كرة السلة في سبورتس رفرنس.كوم (الإنجليزية)
- ديك همر على موقع أوليمبيديا (الإنجليزية)

- ديك همر على موقع IMDb (الإنجليزية)